# Шаньси
Шаньси́ (кит. упр. 山西, пиньинь Shānxī, буквально: «Горный Запад», историческое название: кит. трад. 河東, пиньинь Hédōng, буквально: «Речной Восток») — провинция в центре Китая. Административный центр и крупнейший город — Тайюань.
Согласно переписи 2020 года в Шаньси проживало 34,915 млн человек.

## География
На севере примыкает к Внутренней Монголии. На востоке граничит с Хэбэй, а на западе с Шэньси.

## История
В эпоху Вёсен и Осеней эти земли большей частью входили в состав царства Цзинь, и поэтому слово «Цзинь» с тех пор служит для обозначения этих земель. В 403 году до н. э. три семьи разделили Цзинь, в результате чего эпоха Вёсен и Осеней сменилась эпохой Сражающихся царств, а на месте царства Цзинь возникли три новых царства: Чжао (с первоначальной столицей в Цзиньяне), Вэй (с первоначальной столицей в Аньи) и Хань (со столицей в Пинъяне).
В эпоху империи Тан Тайюань стала северной столицей империи, а так как здесь размещалось 5 из имевшихся в империи 18 районов добычи соли, то земли современной Шаньси приобрели крайне важное значение для экономики страны. Трое из будущих танских императоров в молодости постигали искусство управления на должности правителя области Цзэчжоу.
25 сентября 1303 года здесь произошло одно из самых смертоносных землетрясений в истории Земли; погибло более 270 тысяч человек.
Провинция Шаньси была образована после того, как в 1368 году эти земли были отвоёваны у монголов китайской империей Мин. Ввиду важности региона основатель империи Чжу Юаньчжан отправил в эти места своих сыновей в качестве удельных князей.
Во время Синьхайской революции 1911 года командовавший Тайюаньским гарнизоном Янь Сишань поддержал Юань Шикая и, став военным губернатором Шаньси, установил в провинции режим единоличной диктатуры. Ставшая его вотчиной провинция Шаньси была его главной опорой в годы эры милитаристов, а после начала войны с Японией он упорно сражался на её территории против японских войск. Когда после капитуляции Японии в стране разгорелась гражданская война, Янь Сишань оказался не в состоянии выбить коммунистов из их опорных баз в горах, но упорно удерживал за собой основные экономические центры провинции. Окончательно под контроль китайских коммунистов провинция Шаньси перешла в 1949 году после падения Тайюани.
В середине XX века в эпоху «третьего фронта» в рамках политики переноса производственных мощностей страны с побережья во внутренние районы экономика Шаньси активно развивалась. В годы Культурной революции деревня Дачжай уезда Сиян была провозглашена образцом для всей страны, что выразилось в лозунге «В промышленности учиться у Дацина, в сельском хозяйстве — у Дачжая».

## Население

### Народности
По данным переписи населения КНР 2010 года, первые пять народностей по численности населения в  провинции Шаньси были следующие:
| Народность | Население  | Процент  |
| ---------- | ---------- | -------- |
| ханьцы     | 35 618 464 | 99,74 %  |
| хуэй       | 59 709     | 0,17 %   |
| маньчжуры  | 11 741     | 0,033 %  |
| монголы    | 5070       | 0,014 %  |
| туцзя      | 2936       | 0,0082 % |

### Язык
Жители провинции Шаньси говорят на особом диалекте китайского языка, который некоторые лингвисты даже выделяют в отдельный язык.

## Административное деление
Провинция Шаньси делится на одиннадцать городских округов:
| Карта | №         | Русское название | Китайское название | Пиньинь         | Тип |
| ----- | --------- | ---------------- | ------------------ | --------------- | --- |
|       |           |                  |                    |                 |     |
| 1     | Тайюань   | 太原市           | Tàiyuán shì        | Городской округ |     |
| 2     | Чанчжи    | 长治市           | Chángzhì shì       | Городской округ |     |
| 3     | Датун     | 大同市           | Dàtóng shì         | Городской округ |     |
| 4     | Цзиньчэн  | 晋城市           | Jìnchéng shì       | Городской округ |     |
| 5     | Цзиньчжун | 晋中市           | Jìnzhōng shì       | Городской округ |     |
| 6     | Линьфэнь  | 临汾市           | Línfén shì         | Городской округ |     |
| 7     | Люйлян    | 吕梁市           | Lǚliáng shì        | Городской округ |     |
| 8     | Шочжоу    | 朔州市           | Shuòzhōu shì       | Городской округ |     |
| 9     | Синьчжоу  | 忻州市           | Xīnzhōu shì        | Городской округ |     |
| 10    | Янцюань   | 阳泉市           | Yángquán shì       | Городской округ |     |
| 11    | Юньчэн    | 运城市           | Yùnchéng shì       | Городской округ |     |

## Вооружённые силы
В Шочжоу расположен штаб 15-й истребительной авиадивизии; в Датуне — штаб 642-й ракетной бригады и НИИ бронетанковой техники; в Синьчжоу — космодром Тайюань.

## Экономика

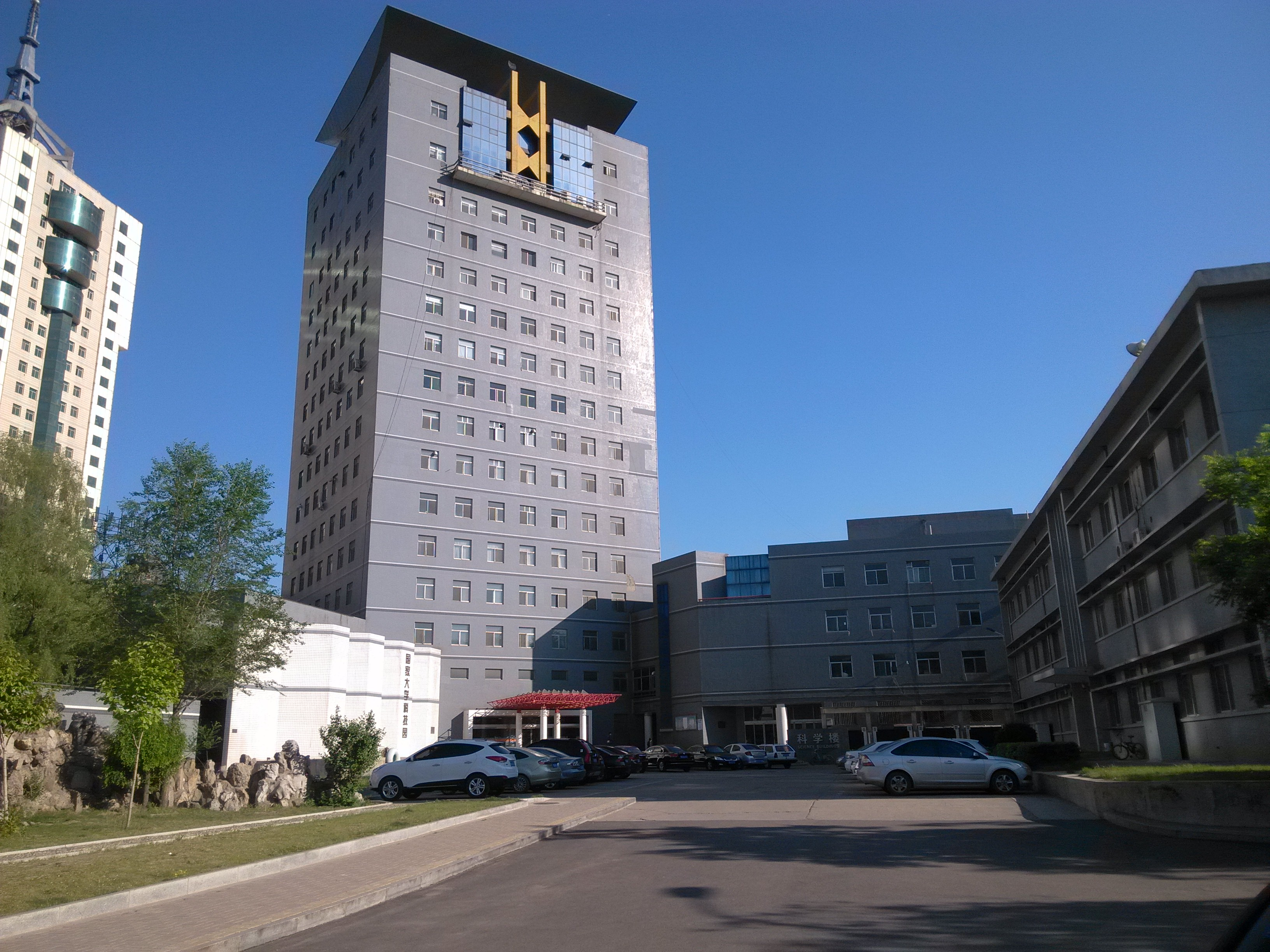
Тайюаньский технологический университет

Центр китайской угольной промышленности, также развиты химическая и машиностроительная промышленность. 

### Сырьевые ресурсы
Шаньси занимает первое место в стране по добыче угля, метана и сланцевого газа.

### Энергетика
В 2023 году Шаньси поставила в другие регионы страны 157,6 млрд кВт-ч электроэнергии, из которых 9,6 млрд кВт-ч было выработано за счет новых источников энергии. По состоянию на конец января 2024 года установленная мощность ветряных и солнечных электростанций в провинции Шаньси достигла 50,93 млн кВт, что составило 38,2 % от общей установленной мощности электростанций провинции (общая установленная мощность ветряных электростанций достигла 25,03 млн кВт, а общая установленная мощность солнечных электростанций — 25,9 млн кВт).

## Наука
Ведущими научно-исследовательскими учреждениями провинции Шаньси являются Тайюаньский технологический университет, университет Шаньси (Тайюань), Институт угольной химии Китайской академии наук (Тайюань), Медицинский университет Шаньси (Тайюань), Первая и Вторая больницы Медицинского университета Шаньси (Тайюань), Северный университет Китая (Тайюань).